# Physmatomyces compacti
Physmatomyces compacti är en svampart som beskrevs av E.A. Thomas ex Cif. & Tomas. 1953. Physmatomyces compacti ingår i släktet Physmatomyces, ordningen disksvampar, klassen Leotiomycetes, divisionen sporsäcksvampar och riket svampar.   Inga underarter finns listade i Catalogue of Life.